# Metacyclops arnaudi
Metacyclops arnaudi is een eenoogkreeftjessoort uit de familie van de Cyclopidae. De wetenschappelijke naam van de soort is voor het eerst geldig gepubliceerd in 1908 door Sars G.O..